# ベインキャピタル
ベインキャピタル（英: Bain Capital LLC）は、米国・マサチューセッツ州ボストンに本社を置く、独立系プライベート・エクイティ・ファンド。1984年にベイン・アンド・カンパニーのシニアパートナーらによって設立されたが法的関係・資本関係は存在しない。
ミット・ロムニー前マサチューセッツ州知事・前米国大統領共和党候補（2008年・2012年）はこのときの創業者の一人である。全世界で約12兆円の資金を運用し、これまでに1,030社の企業買収・投資を実行。2006年に日本オフィス開設2023年現在50名以上の投資プロフェッショナルが所属。日本で活動するPEファンドでは最大規模。2023年に大阪オフィスを開設した。

## 主な投資先

### 日本
- 2007年1月20日 - サンテレホン株式会社を日本産業パートナーズとベインキャピタル・ジャパンが50％ずつ出資するJIP-Iによる株式公開買付実施[2]。現在は日東工業の完全子会社。
- 2008年6月20日 - ディーアンドエムホールディングスの公開買付を発表[3]。 日本コロムビアAV機器部門（DENON）+日本マランツ（フィリップスAV機器部門であるマランツの日本法人）[4]
- 2009年11月13日 - ベルシステム24を約1000億円で買収することで調整していることが明らかに[5][6]。
- 2010年1月25日 - ドミノ・ピザ ジャパンを運営するヒガ・インダストリーズ（アーネスト・エム・比嘉社長）の買収を発表。買収金額は60億円。2013年8月、オーストラリアやヨーロッパでドミノピザを展開する「ドミノ・ピザ・エンタープライズ（DPE）に75%の株式を売却[7]。
- 2011年10月21日 - すかいらーくを野村ホールディングスの子会社などから全株式を、約1600億円で買収することを発表[8]。2014年10月には株式上場[9]。
- 2012年6月22日 - ジュピターショップチャンネルの株式50％を住友商事株式会社より取得する株式売買契約の調印を発表。[10]
- 2013年12月11日 - マクロミルの買収発表。株式公開買付を実施、買い付け総額は約513億円[11]。
- 2015年2月13日 - 大江戸温泉物語を運営する大江戸温泉ホールディングスを約500億円での買収を発表[12][13]。
- 2015年2月23日 - 雪国まいたけの買収発表。株式公開買付を実施、買い付け総額は最大で約95億円[14][15]。
- 2017年9月20日 - キオクシア（旧東芝メモリ）の全株式について約2兆円で、ベイン・キャピタルが主導する企業連合により組成される買収目的会社への売却決議を東芝が発表[16]。
- 2017年10月2日 - アサツー ディ・ケイ（現ADKホールディングス）の買収を発表。株式公開買付実施、買い付け総額は最大で約1517億円[17][18]。
- 2019年8月1日 - ワークスアプリケーションズの人事システムなどヒューマンリソース事業を新設会社分割し買収。新設会社名は、ワークスヒューマンインテリジェンス。買収金額は非公開だが約1000億円とみられている[19][20]。
- 2020年1月23日 - 昭和飛行機工業の株式65.5%を三井E&Sホールディングスより約455億円で取得することを発表[21]。その後株式公開買付実施で完全子会社化。
- キリン堂ホールディングス
- イグニス
- hey
- エニトグループ（マッチングアプリ運営）
- 株式会社リンクウェル - 医療系IT。2021年11月、出資[22]。
- 株式会社プロテリアル（旧日立金属） - 2022年、ファンド連合で買収[23]。
- 日本セーフティー
- エンバーポイント
- エビデント - オリンパスの科学事業。2023年4月買収[24]。
- ストリートホールディングス - 2022年6月
- ネットマーケティング社（現株式会社All Ads） - 2022年8月、上場していた当社を135億円で買収、株式非公開化を行う[25]。
- マッシュグループ - 2022年12月、株式を2000億円分買い取る形で買収[26][27]。
- インパクトホールディングス - 2023年1月、MBO[28]。
- IDAJ - 2023年5月、200億円で買収[29]。
- システム情報 - 2023年9月、MBO[30]。
- 株式会社アウトソーシング（現BREXA Next。2024年3月、経営陣とMBO[31]）
- T&K TOKA（2024年3月、TOBにより買収[32]。）
- スノーピーク（2024年4月、MBO[33]。）

### 海外
- バスキン・ロビンス（サーティワン・アイスクリーム）
- ワーナー・ミュージック・グループ（ワーナー・ブラザース・レコード、エレクトラ・レコード、アトランティック・レコード）
- AMCシアターズ（映画館チェーン。JPモルガン系の投資ファンド、カーライル・グループ、アポロ・マネジメント等との共同買収）
- トイザらス
- NXPセミコンダクターズ（もともとはフィリップスの半導体部門の一部。コールバーグ・クラビス・ロバーツ、エイパックス・パートナーズ、シルバーレイク・パートナーズと共に買収）
- ヴァージン・オーストラリア

### 過去の投資先
- 日本風力開発 - 2015年3月23日 、買収発表。株式公開買付を実施、買い付け総額は最大約97億円。日本風力開発社長の塚脇正幸氏とベインキャピタルが設立した会社によるTOB実施[34]。2023年12月、インフロニア・ホールディングスに売却[35]。
- ニチイ学館 - 2020年7月31日、買収を発表。株式公開買付実施、取得総額は約1100億円[36]。2024年6月、日本生命保険に売却[37]。

## ベインキャピタル出身の人物
- 坂本篤彦 ブラックストーン・グループ・ジャパン シニアマネージングディレクター プライベート・エクイティ日本代表
- 岡本哲士 アポロ・マネージメント・ジャパン 日本代表
- 山口聡一 日本企業成長投資 共同創業者・パートナー